# عبدالخالق (دونده)
عبدالخالق (انگلیسی: Abdul Khaliq; ۲۹ نوامبر ۱۹۳۳ – ۱۰ مارس ۱۹۸۸) دونده سرعت اهل پاکستان بود.
وی در مسابقات کشوری و بین‌المللی در مجموع برندهٔ ۲ مدال طلا، ۲ مدال نقره، ۱ مدال برنز شده‌است.